# Anderson Pedroni Gorza
Anderson Pedroni Gorza (Vitória, 2 de setembro de 1971) é um comerciante, técnico em radiologia, enfermeiro socorrista e político brasileiro, atualmente filiado ao Partido Social Democrático (PSD). Foi candidato a vereador do município capixaba de Fundão em 2004 pelo PTC, sendo eleito vereador pelo PCdoB para o período de 2009 a 2012. Foi eleito presidente da Câmara de vereadores para o biênio 2011–2012  e exerceu por duas vezes o cargo de prefeito interino entre junho de 2011 e março de 2012, sendo cassado em junho deste mesmo ano.

## Prefeito interino
Enquanto presidente da Câmara Municipal, assumiu o cargo de prefeito em 3 de junho de 2011 após o afastamento do titular, Marcos Fernando Moraes (PDT), acusado de improbidade administrativa por envolvimento com os 12 presos pela Operação Tsunami (seis secretários, dois vereadores, servidores e empresários). No mesmo dia de sua posse, Anderson exonerou todos os secretários e subsecretários da prefeitura e, nas semanas seguintes, exonerou 90 dos 704 funcionários comissionados e cancelou contratos com empresas de limpeza pública e de transporte escolar, aluguéis de imóveis e de veículos.
Com a recondução do prefeito eleito Marcos Fernando Moraes (Marquinhos) ao cargo em 3 de agosto de 2011, Anderson volta à Câmara de Vereadores. Após novo afastamento de Marquinhos, Anderson voltou à prefeitura em 5 de setembro de 2011.
Por não enviar à Câmara os balancetes das contas públicas até o dia 15 após os respectivos meses durante sua gestão, em 1º de março de 2012, Gorza também foi afastado do cargo de prefeito interino, por 180 dias, em decorrência da abertura de comissão processante, aprovada por 7 votos a 0. Também foi aberta uma CPI para investigar um pregão que teria beneficiado uma empresa em específico, que seria responsável por todas as obras de Fundão. Também levantou-se suspeitas de gastos de mais de R$ 1 milhão somente na pintura de escolas. A Escola Municipal de Ensino Fundamental Professora Dulce Loureiro Cuzzuol, cujo prédio é propriedade da Assembleia de Deus de Fundão, teria sido reformada, sem aval da Câmara, por R$ 139.904,72.
Em resposta, Anderson diz-se surpreso com as ações dos vereadores e que estes estão desperdiçando verbas públicas, a partir do momento em que criaram quatro novos cargos de assessores, aumentaram os salários dos vereadores (de R$ 3,7 mil para R$ 6,2 mil) e secretários (para R$ 8 mil) da próxima legislatura, reajustes estes vetados no Executivo, a princípio. A respeito dos balancetes, o prefeito afastado disse tê-los enviado ao Tribunal de Contas e à Caixa Econômica Federal e tê-los disponibilizado no Portal da Transparência e no mural da prefeitura, cujo prédio é o mesmo da Câmara. Admitiu ainda que, se houve um erro, foi de ordem formal e que enviou os balancetes assim que soube da possibilidade de ser afastado. Em relação às escolas, defendeu que o dinheiro aplicado em quatorze escolas é resultado da economia dos recursos dos royalties e que os prédios necessitavam de ampliações. A legalidade da sessão que afastou Anderson foi contestada por ele na Justiça. Em seu lugar assumiu, no dia 7 de março, o presidente da Câmara em exercício, Claydson Pimentel Rodrigues.
A Câmara decidiu, em 12 de junho de 2012, pela cassação do mandato de Gorza, por sete votos a favor e um contra, no processo sobre a reforma da escola. À imprensa, Anderson considerou a decisão dos parlamentares uma "vingança" decorrente do veto dele ao aumento dos salários dos vereadores, enquanto era prefeito interino, e disse que recorreria à Justiça contra a cassação. Disse também que cassação seria ilegal por não haver provas que o condenassem e não ter tido direito de defesa.
| “ | Estou muito decepcionado. Foi formado um tribunal de inquisição onde os vereadores se intitularam juízes e promotores. [...] Não há legalidade jurídica para fazer essa cassação. Isso foi um protesto por eu ter vetado o aumento salarial deles quando era prefeito | ” |

O Tribunal de Contas do Espírito Santo considerou irregulares as contas da prefeitura de Fundão referentes a 2011, quando Marcos Fernando Moraes e Gorza foram prefeitos, e, em 26 de março de 2015, a Câmara Municipal de Fundão votou pela rejeição das contas, o que tornou ambos inelegíveis por oito anos mesmo com a possibilidade de recurso, de acordo com a lei da Ficha Limpa. No entanto, em sentença de junho de 2016, o juiz da comarca de Santa Teresa, Alcemir dos Santos Pimentel, atendeu recurso de Gorza e afastou sua ineligibilidade, por entender que o prefeito interino não completou sequer um quadrimestre na função.
Em 8 de março de 2016, o Ministério Público do Espírito Santo ajuizou uma ação civil pública por improbidade administrativa contra Gorza, seu ex-secretário de Esportes, uma empresa de eventos e seu representante legal, por possíveis irregularidades na contratação desta, no valor de R$ 49 mil, para a realização do Circuito Esportivo de Verão. Na ação, o Ministério Público estadual requereu ressarcimento integral ao erário público, perda de eventuais cargos públicos que ocupassem e suspensão dos direitos políticos dos envolvidos. O acordo entre a prefeitura e a empresa teria se dado em novembro de 2011 e a licitação, apenas em fevereiro de 2012.
Ainda em março de 2016, o Tribunal de Contas do Espírito Santo afastou a responsabilidade de Anderson Pedroni Gorza em irregularidades em licitação, mantendo-a apenas ao ex-procurador e à ex-pregoeira, que foram multados.

## Sucessão da prefeitura para 2017
Em maio de 2016, através de recurso, o ex-prefeito interino Anderson Pedroni Gorza obteve da 4ª Câmara Cível do Tribunal de Justiça do Espírito Santo a anulação da rejeição das contas de 2011 da prefeitura, recomendada pelo Tribunal de Contas do Estado, mantendo-se a responsabilidade do então prefeito afastado Marcos Fernando Moraes. A defesa de Pedroni alegou que não foi intimada para participar do julgamento das contas. No mês seguinte, o juiz da 11ª zona eleitoral do Espírito Santo, Alcemir dos Santos Pimentel, decidiu por afastar a inelegibilidade do ex-prefeito interino Anderson Pedroni Gorza e manter a do ex-prefeito Marcos Fernando Moraes, em razão da rejeição das contas de 2011 da prefeitura.
Para a eleição de prefeito em 2016, candidataram-se Adriano Ramos (PMN), Anderson Pedroni (PSD) e Rita Pimentel (PRB). Após os registros de candidatura, o Ministério Público Eleitoral do Espírito Santo e a coligação Juntos para Mudar entraram com impugnações contra o candidato Anderson Pedroni, com base na rejeição das contas de 2011 da prefeitura e na cassação sofrida em 2012. A defesa de Pedroni alegou utilização de rito processual inadequado, violação à ampla defesa e contraditório no julgamento das contas e ausência de razoabilidade e proporcionalidade, em função do curto tempo como prefeito interino e de inexistência de gastos excessivos com pessoal no período em que o candidato governou o município. O juiz eleitoral Alcemir dos Santos Pimentel, o mesmo que havia afastado sua inelegibilidade em junho, acatou a impugnação e indeferiu o registro de candidatura de Anderson Pedroni.
Em 2 de setembro, o juiz da Vara Única de Fundão, Dener Carpaneda, indeferiu o pedido de liminar de Pedroni para anular a rejeição das contas de 2011 e abertura de novo prazo para sua manifestação em julgamento pela Câmara Municipal, mantendo a decisão no dia 22 do mesmo mês após manifestação posterior da defesa do ex-prefeito interino. No pleito, realizado em 2 de outubro, Pedroni recebeu 8.564 votos, contra 1.866 de Adriano Ramos e 536 de Rita. Em 3 de outubro, dia seguinte à eleição, o Tribunal Regional Eleitoral manteve o indeferimento de candidatura de Pedroni. No dia 4, o juiz Dener Carpaneda atendeu o pedido da defesa de Pedroni para anular a sessão em que seu mandato foi cassado. O magistrado acatou a justificativa de que o então vereador afastado, no exercício interino do cargo de prefeito, não foi notificado para se defender em todas as etapas do processo de cassação. Para Carpaneda, "Os dispositivos são claros e não dão margem a interpretações, de modo que todo procedimento, desde sua fase preliminar, deveria ter sido pautado pelos princípios constitucionais do contraditório e da ampla defesa". Após ter recurso negado pelo Tribunal Regional Eleitoral, Pedroni entrou com recurso especial no Tribunal Superior Eleitoral (TSE) em 24 de novembro.
O artigo 224 do Código Eleitoral brasileiro diz que devem ser realizadas novas eleições em caso de a nulidade atingir mais da metade dos votos, e a resolução 23.456/2015 do TSE afirma que não deve ser diplomado prefeito eleito o candidato com mais votos válidos em casos assim, assumindo a prefeitura até então o presidente da Câmara Municipal. No entanto, o juiz eleitoral Alcemir dos Santos Pimentel diplomou o segundo colocado na eleição para prefeito, Adriano Ramos, em cerimônia sem público e separada da diplomação dos vereadores, oficializada no dia 19 de dezembro, último dia para diplomação. Na decisão, o juiz eleitoral argumenta que o sistema do Tribunal Superior Eleitoral exibe Ramos como eleito.
No dia 20, Pedroni entrou com um mandado de segurança junto ao TRE pedindo a anulação da diplomação e, no mesmo dia, o juiz Aldary Nunes Júnior determinou que o Ministério Público Eleitoral se manifestasse sobre o caso. Segundo Pedroni, Ramos teria sido diplomado no dia 14 de dezembro, sendo que a sentença do juiz eleitoral, atendendo o pedido de diplomação de Ramos, só teria sido proferida no dia 16, bem como não teria sido publicado edital comunicando sobre a diplomação de candidato a prefeito. A imprensa local classificou a decisão como uma "surpresa", tendo em vista que "normalmente" o presidente da Câmara assumiria a prefeitura. Ramos declarou ao jornal A Tribuna que o site do TSE o coloca como eleito. No dia 22, o procurador regional eleitoral do Espírito Santo, Carlos Vinícius Cabeleira, emitiu parecer favorável ao mandado de segurança de Pedroni, considerando nele que é preciso aguardar o parecer do TSE sobre o recurso deste quanto à eventual validação de seus votos. Um dia depois, o juiz Aldary Nunes Júnior condeceu liminar suspendendo os efeitos do ato de diplomação dos candidatos a prefeito Adriano Ramos e vice-prefeito André Luiz Rangel Ribeiro. Na decisão, o juiz enfatizou que, futuramente, os candidatos também não poderiam ser diplomados, devendo o município ser governado pelo presidente da Câmara até decisão final do TSE sobre deferir ou indeferir o registro de candidatura de Pedroni.
| “ | José Adriano Rangel Ramos não é candidato eleito. O entendimento de somar os votos obtidos pelo impetrante Anderson Pedroni Gorza aos votos em branco e natinulos, não encontra respaldo legal, nem jurisprudencial. [...] O ato de diplomar os integrantes da chapa encabeçada pelo candidato José Adriano Rangel Ramos fere o regramento legal, gerando situação que subverte o normal andamento do processo político-eleitoral do município de Fundão. Incabível a diplomação do segundo colocado no pleito. | ” |
| — Aldary Nunes Júnior, juiz do Tribunal Regional Eleitoral do Espírito Santo, Folha Vitória e A Tribuna | |   |

Ramos entrou com mandado de segurança no Tribunal Superior Eleitoral, que o presidente, ministro Gilmar Mendes, indeferiu em 30 de dezembro, por entender que "a eventual manutenção do indeferimento do registro do candidato mais votado acarretará em novas eleições, não sendo o caso de diplomação do segundo colocado".
Escolhido como presidente da Câmara em 1º de janeiro de 2017, o vereador Eleazar Ferreira Lopes (PCdoB), aliado de Pedroni, assumiu interinamente a prefeitura.
O presidente municipal do Partido Social Democrático protocolou na Câmara Municipal, em 3 de janeiro, um pedido de nulidade do ato que concedeu dez dias para manifestação de Pedroni no julgamento das contas de 2011 da prefeitura, a nulidade de todo o processo e a concessão de ao menos mais 15 dias para defesa. O pedido ressalta que, como a matéria "não discutida e julgada pelo Poder Judiciário, com trânsito em julgado, cabe à Câmara Municipal de Fundão rever e anular seus próprios atos, quando eivados de vícios que os tornam ilegais". Pedroni disse à imprensa que o julgamento pela Câmara teve motivação política e suprimiu prazos para defesa, que, segundo ele, não deveriam ter sido de dez dias, mas de quinze dias úteis ou trinta dias, conforme a legislação estadual.
Em nota, o deputado estadual e secretário-geral estadual do PSD, Enivaldo dos Anjos, afirmou que "a Câmara cometeu uma fraude em 2015 ao induzir ao erro o Tribunal de Contas do Espírito Santo, deixando de incluir no processo da prestação de contas julgada a cópia da lei autorizativa de abertura do crédito suplementar, o que deu causa à rejeição das contas, tornando-o inelegível".
Em 26 de janeiro de 2017, a Câmara Municipal anulou o julgamento das contas de 2011 da prefeitura. Uma petição para anulação do indeferimento da candidatura de Anderson Pedroni a prefeito foi protocolada no Tribunal Superior Eleitoral.
O Núcleo de Repressão às Organizações Criminosas e à Corrupção (Nuroc) e da Delegacia de Crimes Contra a Administração Pública (Decap) realizou uma operação em 21 de fevereiro de 2017, na qual Pedroni, Flávio Serri (presidente do PSD no município vizinho da Serra) e um empresário do ramo de refrigeração também da Serra foram presos, e os onze vereadores de Fundão juntos de ex-vereadores foram intimados a prestar depoimento. A motivação da operação foi a suspeita de que Pedroni teria pago a vereadores para que votassem pela anulação da rejeição das contas de 2011. O Nuroc teve acesso a interceptações telefônicas que, segundo a deputada estadual Janete de Sá (PMN) — de quem Adriano Ramos é assessor —, dão conta de que Pedroni teria oferecido propina aos vereadores.
Para o deputado estadual Enivaldo dos Anjos, a operação foi "absurda" e "exclusivamente política" e as suspeitas "não são motivos para prisões". O parlamentar disse que seu partido, o PSD, representaria contra os atos que ele considerou abuso de poder. Os presos foram libertados um dia após a operação. Serri disse que obteve um habeas corpus junto ao fórum da Serra e outro junto ao TJES sustentando que nenhuma das gravações teria indício de crime.
Em ação promovida pelo ex-vereador e presidente do PSC em Fundão, Ailson Ramos, a juíza da vara da cidade, Priscila de Castro Murad, suspendeu em 23 de fevereiro de 2017 a sessão da Câmara Municipal em que foi anulada a rejeição das contas de 2011. Para Ailson, a sessão em que o ato dos vereadores foi votado foi convocada com fins pessoais. Na decisão, a juíza  diz que "Não se pode aceitar que, em caráter excepcional, logo após as eleições e o início de uma nova gestão, com uma suposta base aliada favorável, que a Câmara se reúna para anular ato emanado da legislatura anterior, em pleito que se encontra atualmente aguardando decisão de Tribunal Superior.". O advogado de Pedroni e a presidente interina da Câmara, Ângela Coutinho, disseram que recorreriam da decisão. Para o advogado, "Não pode haver interferência do Judiciário no Legislativo.". Em março, o desembargador do TJES Walace Pandolpho Kiffer reverteu a decisão da juíza da vara de Fundão, possibilitando a Pedroni apresentar sua defesa em relação às contas de 2011.
Uma decisão do ministro do TSE Luiz Fux publicada em 1º de junho de 2017 indeferiu o recurso de Pedroni contra o julgamento do TRE-ES que rejeitou seu registro de candidatura. O advogado de Pedroni disse que recorreria ao pleno do TSE. No entanto, no mesmo mês, Pedroni entrou com pedido de desistência do recurso no tribunal, o que levará à realização de eleições complementares.

## Candidatura a prefeito em 2024
Em 2024, Pedroni concorreu ao cargo de prefeito de Fundão pelo PSD. Ficou em segundo lugar, com 4.520 votos (38,84%), derrotado por Eleazar Ferreira Lopes (Podemos).